# Un nome senza volto
Un nome senza volto (The Bourne Identity) è un romanzo del 1980 dello scrittore statunitense Robert Ludlum; è il primo libro della fortunata serie con protagonista Jason Bourne, che è stata best seller in tutto il mondo e dalla quale è stata tratta una serie di film. Da questo specifico romanzo è stato tratto il film The Bourne Identity.
Il romanzo è stato tradotto in più di venticinque lingue.

## Trama
Un uomo viene ritrovato da alcuni pescatori in fin di vita, con ferite d'arma da fuoco, mentre va alla deriva nel mar Mediterraneo. Portato in un'isoletta del sud della Francia, dopo alcuni mesi di convalescenza si riprende grazie all'aiuto del dottor Geoffrey Washburn, il medico del luogo, alcolizzato e radiato dall'ordine. L'uomo tuttavia non ricorda nulla della propria vita, nemmeno come si chiama, ma il medico gli svela alcuni aspetti inusuali del suo corpo e del suo comportamento, in particolare un microfilm innestato chirurgicamente sotto pelle che contiene il numero di una cassetta di sicurezza svizzera.
L'uomo si trasferisce quindi a Zurigo dove scopre la propria identità: Jason Bourne, killer di professione. Altri brandelli del suo passato riemergono qua e là in determinate situazioni di stress, ma la scoperta più drammatica è che qualcuno lo vuole morto. L'incontro con l'economista canadese Marie Saint Jacques, che da ostaggio recalcitrante si trasforma in amante appassionata e preziosa alleata, porta Bourne a Parigi, lo aiuta a diradare progressivamente il buio della propria amnesia e nello stesso tempo a individuare i due diversi gruppi di individui che cercano di ucciderlo: da una parte gli uomini della Treadstone, una creazione della CIA, e dall'altra quelli guidati dal famigerato terrorista internazionale Carlos.
Mentre i contorni del passato diventano sempre più definiti, Bourne riesce non solo a celarsi ai suoi nemici ma a scatenare anche il caos nelle loro file finché non decide di raggiungere New York per sciogliere definitivamente i dubbi che lo attanagliano e mettere fine all'interminabile caccia all'uomo scatenata contro di lui.

## Personaggi
- Jason Bourne: è lo smemorato protagonista del romanzo. Il suo vero nome è David Webb, ma lo scoprirà solo al termine delle sue avventure e della ricerca della propria identità.
- Marie Saint Jacques: è una brillante economista canadese al servizio del proprio governo. Bourne la utilizza come ostaggio per sfuggire ai propri killer, ma poi è costretto a continuare ad "usarla" per poter lasciare Zurigo. Marie però riesce a sfuggirgli e, credendoli agenti della polizia, svela tutto ai killer che inseguono Bourne e che in tal modo lo catturano. La morte per Marie e Bourne è decretata, questi però riesce a liberarsi e a raggiungere Marie prima che sia violentata e uccisa. L'episodio cambia radicalmente i sentimenti di Marie nei confronti di Bourne: ora lei vuole aiutarlo e gli mette a disposizione le proprie amicizie e la propria abilità, soprattutto finanziaria. In breve diventa anche la sua amante e una preziosa collaboratrice dei suoi piani per individuare i nemici che lo perseguitano e sventarne le minacce.
- Carlos: personaggio preso dalla realtà, è lo spietato killer internazionale Ilich Ramírez Sánchez, noto appunto come Carlos e talvolta indicato anche come "lo sciacallo". Nella finzione romanzesca diventa un assassino abilissimo, con una rete di contatti in ogni parte del globo e ai più alti livelli che gli consente di raccogliere informazioni e di colpire chiunque e dovunque. La reale missione di Bourne, agente della CIA in incognito, è di strappare a Carlos la sua fama di killer più pericoloso del mondo in modo da farlo uscire allo scoperto per catturarlo o ucciderlo. Bourne lo incontra prima a Parigi nelle vesti di un prete che dirige i suoi uomini dalla grata di un confessionale e poi a New York durante lo scontro finale.
- Geoffrey Washburn: medico inglese alcolizzato e radiato dall'ordine per aver operato due pazienti mentre era ubriaco provocandone la morte, si è rifugiato nella sperduta Ile de Port Noir, isoletta di fantasia nel Mediterraneo francese, dove esercita non ufficialmente la professione medica pur continuando a bere. All'inizio del romanzo salva Bourne dalla morte e poi gli rivela alcuni aspetti decisamente strani che ha riscontrato sul suo corpo e nel suo comportamento, in particolare un microfilm impiantato chirurgicamente sotto la sua pelle che contiene il numero di una cassetta di sicurezza svizzera. Washburn aiuta in tutti i modi Bourne e ne sarà lautamente ricompensato con oltre un milione di dollari prelevati dalla misteriosa cassetta di sicurezza svizzera.
- Walther Apfel: funzionario della Gemeinschaft Bank di Zurigo che apre con Bourne la cassetta di sicurezza contenente oltre 5 milioni di dollari. In seguito rilascerà una compromettente dichiarazione per la stampa al solo scopo di segnalare a Bourne di mettersi in contatto con la Treadstone.
- Antoine d'Amarcourt: vicepresidente della Banque de Valois con cui Bourne prende contatto scoprendo i killer che lo inseguono e stringe poi un accordo per ottenere una serie di informazioni utili e per recuperare il denaro che ha trasferito a Parigi dalla Svizzera.
- René Bergeron: stilista dell'atelier parigino Les Classiques, uomo di fiducia di Carlos se non lo stesso Carlos in persona.
- Jacqueline Lavier: socia direttrice dell'atelier Les Classiques al servizio di Carlos e da lui uccisa quando viene scoperta da Bourne.
- Alfred Gillette: l'uomo di Carlos all'interno del Pentagono.
- David Abbott: detto "il monaco", l'uomo della CIA che ha creato Jason Bourne e la Treadstone. Viene ucciso dai killer di Carlos insieme agli altri membri della Treadstone facendo apparire Bourne come l'autore del massacro.
- Philippe d'Anjou: ex compagno di Bourne in Vietnam, ora centralinista all'atelier Les Classiques e al servizio di Carlos, ma condannato dal suo capo perché troppo ben informato. Bourne lo salva e d'Anjou gli rivela tutto ciò che sa. Sarà uno dei protagonisti del romanzo successivo Doppio inganno.
- Alexander Conklin: funzionario della CIA che, insieme a Crawford, ha il compito di risolvere il caso Bourne dopo il massacro della Treadstone. È convinto della colpevolezza di Bourne. Anche lui ricomparirà nel romanzo successivo Doppio inganno.
- Irwin Arthur Crawford: soprannominato "Culo di ferro", è il generale statunitense che si rende conto dell'errore che sta commettendo la CIA nei confronti di Bourne.
- André François Villiers: generale e uomo di stato francese, raggirato dalla sua giovane seconda moglie, che in realtà è la cugina di Carlos, la uccide. Bourne si farà passare per l'autore dell'omicidio in modo da attirare Carlos a New York.

## Edizioni
- (EN)  Robert Ludlum, The Bourne Identity, New York, Richard Marek publishers, 1980. ISBN 0-399-90070-5.
- (IT)  Robert Ludlum, Un nome senza volto (trad. it. di Marco Amante), Milano, Rizzoli, 1981. ISBN 88-17-11355-7.

## Romanzi successivi
Ludlum ha scritto due romanzi successivi proseguendo la trama di questo libro: Doppio inganno (The Bourne Supremacy, 1986) e Il ritorno dello sciacallo (The Bourne Ultimatum, 1990). I tre romanzi formano la cosiddetta trilogia di Bourne.
Dopo la morte di Ludlum, lo scrittore Eric Van Lustbader ha continuato la storia di Jason Bourne scrivendo L'eredità di Bourne (The Bourne Legacy, 2004), La colpa di Bourne (The Bourne Betrayal, 2007), La scelta di Bourne (The Bourne Sanction, 2008), Il rischio di Bourne (The Bourne Deception, 2009) e La preda di Bourne (The Bourne Objective, 2010).
Va anche segnalato che il romanzo di Ludlum Il segreto di Ambler (The Ambler Warning) ha una trama molto simile a Un nome senza volto. Il romanzo, lasciato incompiuto dall'autore, è stato completato e pubblicato postumo nel 2005.

## Opere derivate
Nel 1988 esce la miniserie televisiva Identità bruciata (The Bourne Identity), tratta dal romanzo. I ruoli dei protagonisti sono interpretati da Richard Chamberlain, Jaclyn Smith e Anthony Quayle.
Nel 2002 esce il film The Bourne Identity con Matt Damon, Franka Potente e Chris Cooper. Pur essendo tratto anch'esso dal romanzo, ne differisce però in parti sia fondamentali che secondarie. In particolare, nella pellicola è completamente assente la continua sfida tra Bourne e Carlos che è invece l'asse portante del romanzo.